# Большая и Малая Кыз-кала

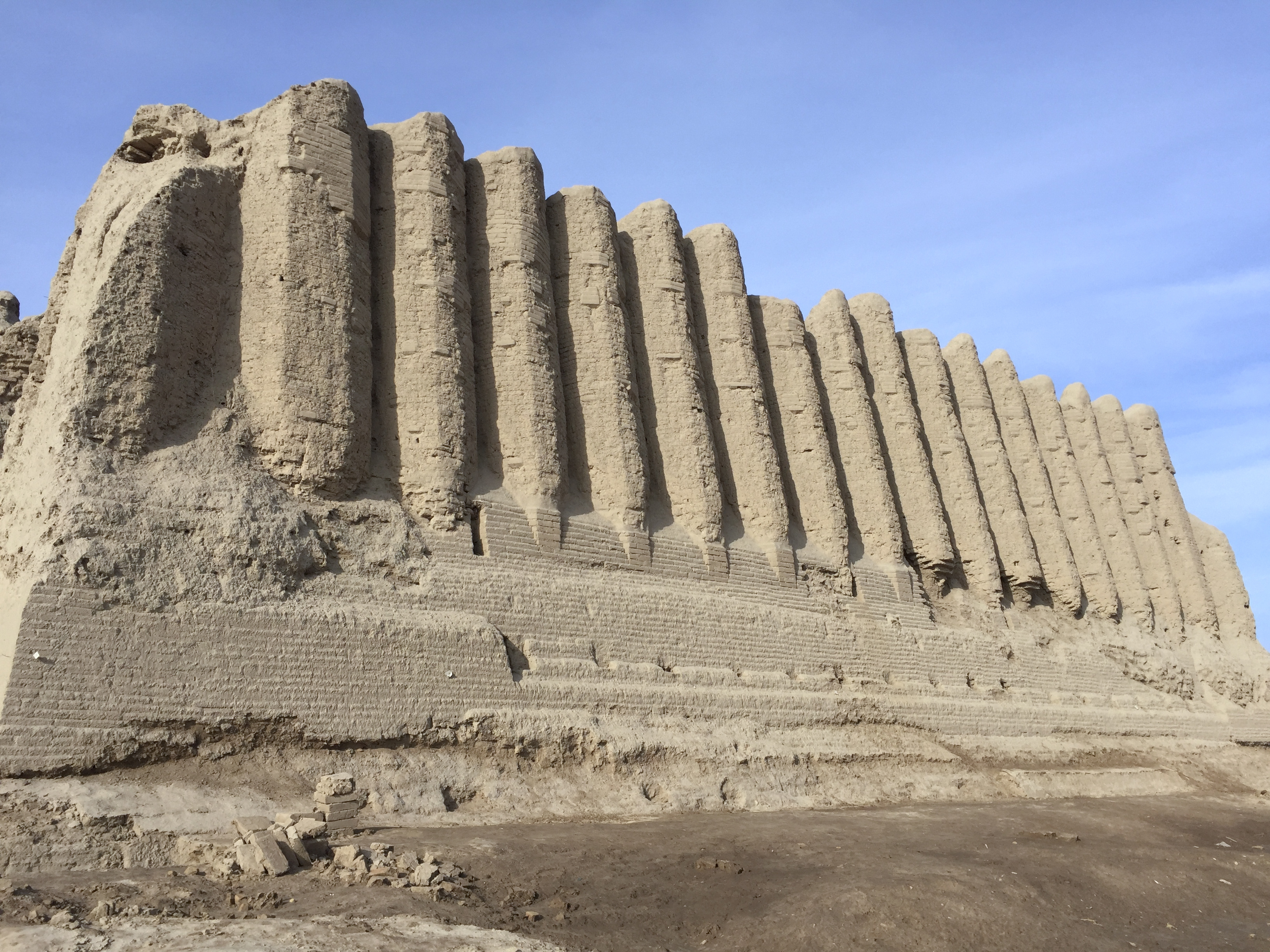
Большая Кыз-кала

Большая и Малая Кыз-кала (также: Девичья крепость; туркм. Uly we kiçi Gyz-Gala) — средневековые крепости, расположенные на территории Туркменского Государственного историко-культурного заповедника «Древний Мерв» (Марыйский велаят Туркменистана). Является объектом Всемирного наследия ЮНЕСКО.

## История крепостей
С VI века крепость-усадьба была одним из важных торговых пунктов на Великом шелковом пути.

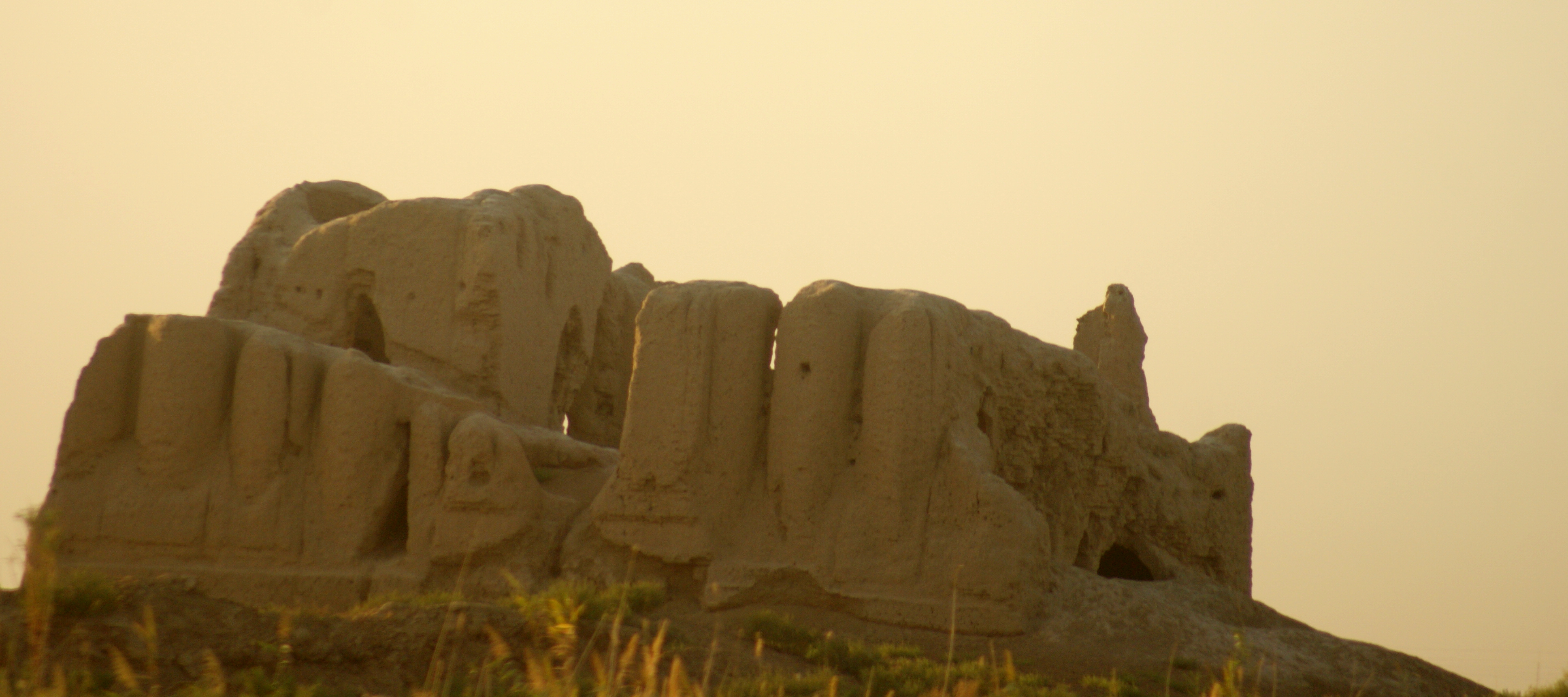
Малая Кыз-кала

## Легенда крепостей
«Кыз-Кала» или «Девичья крепость» напоминает потомкам легенду о капризной дочери феодала, которая всячески испытывала женихов до тех пор, пока один из них не совершил самоубийство. Раскаявшись, красавица прыгнула со стен крепости, вслед за своим поклонником.

## Внешнее и внутреннее убранство
Сооружение представляло из себя две небольшие крепости — Большую и Малую. Большая Кыз-Кала была двухэтажной. На первом этаже располагалось по пять комнат, а ведущая вниз лестница проходила через аркообразный коридор. Судя по фрагментам второго этажа, он также имел 5 комнат, расположенных вокруг внутреннего двора. В отличие от Большой Кыз-калы, Малая Кыз-кала сохранилась гораздо хуже, от ней остались только стены. Благодаря раскопкам, можно судить, что две крепости были построены по одному и тому же плану. При строительстве арок использовали жжёный кирпич, а все остальные постройки сооружались с помощью самана и сырцового кирпича, который так любили использовать при строительстве хорезмские зодчие. Внутри крепости находились жилые и хозяйственные помещения, образующие двор. Для степи это была крайне удобная конструкция: летом здесь всегда было прохладно, а зимой — тепло. Данное сооружение также использовалось в качестве амбара, где хранили урожай, поэтому неудивительно, что крепость могла выдержать и длительную осаду. Две части крепости Кыз-кала соединялись между собой с помощью восточных ворот, на которых были воздвигнуты башни, носившие сторожевую функцию.